# Ewa Bukowska
Ewa Bukowska (ur. 27 sierpnia 1966 w Aleksandrowie Kujawskim) – polska aktorka filmowa i teatralna, reżyserka, scenarzystka i producentka.

## Życiorys
W 1992 roku ukończyła studia na PWST w Krakowie. Rok wcześniej miał miejsce jej debiut filmowy w dramacie Władysława Pasikowskiego Kroll (1991).
W 2018 roku za film 53 wojny (2017) otrzymała dwie nagrody: nagrodę „Perspektywa” im. Janusza Morgensterna oraz Nagrodę Jury Młodzieżowego na Koszalińskim Festiwalu Debiutów Filmowych „Młodzi i Film”.
Była żoną aktora i reżysera Marka Bukowskiego, z którym ma dwóch synów: Marcina i Szymona. W maju 2018 poinformowała o rozwodzie z mężem.

## Filmografia
- 1991: Kroll jako Agata, żona tytułowego bohatera
- 1993: Żywot człowieka rozbrojonego
- 1993: Gorzkie łzy Petry von Kant jako Gabriela von Kant, córka Petry
- 1994: Polska śmierć
- 1994: Przygody Joanny jako mama Ani
- 1994: Wrony jako matka Maleństwa
- 1994: Lato miłości jako Nathalie
- 1994: Trzy dni w kwietniu jako Helene
- 1994: O przemyślności kobiety niewiernej. Sześć opowieści z Boccaccia wziętych jako córka
- 1995: Żelazko jako Krystyna
- 1996: Autsch!!! jako Clara
- 1996: Decyzja należy do Ciebie
- 1997: Girlfriends jako Aurelia
- 2001: Blok.pl jako Ewa
- 2003: Sukces jako Marta
- 2003–2005: Magiczne drzewo jako asystentka
- 2007: Fala zbrodni jako Laura Ortega (odc. 83-89)
- 2007: Kryminalni jako Marta Roszkowska (odc. 77)
- 2008: Ojciec Mateusz jako mecenas Ewa Jurewicz (odc. 8)
- 2009: Dom nad rozlewiskiem jako matka Pauli
- 2010: Ratownicy jako Magda, była partnerka Jana Tarnowskiego
- 2012: Galeria jako Laura Kossowska
- 2012–2013: M jak miłość jako Edyta Bielak
- 2016: Powiedz tak! jako Dorota, żona Oskara
- 2017: Pierwsza miłość jako Elżbieta Adamczyk, matka Kaliny
- 2018: Ojciec Mateusz jako Beata Jabłońska, żona Karola (odc. 248)

Źródło.